# Coppa del Re 2001 (hockey su pista)
La Coppa del Re 2001 è stata la 58ª edizione della principale coppa nazionale spagnola di hockey su pista. La competizione ha avuto luogo con la formula della final eight dal 15 al 18 marzo 2001 presso il Pavelló de l'Ateneu Agrícola di Sant Sadurní d'Anoia.
Il trofeo è stato conquistato dal Blanes per la prima volta nella sua storia superando in finale il Voltregà.

## Squadre partecipanti
Le squadre qualificate sono le prime otto classificate al termine del girone di andata della División de Honor 2001-2002.
| Club            | Qualificazione                                        |
| --------------- | ----------------------------------------------------- |
| Liceo La Coruña | 1º posto nel girone di andata della División de Honor |
| Barcellona      | 2º posto nel girone di andata della División de Honor |
| Igualada        | 3º posto nel girone di andata della División de Honor |
| Blanes          | 4º posto nel girone di andata della División de Honor |
| Reus Deportiu   | 5º posto nel girone di andata della División de Honor |
| Vic             | 6º posto nel girone di andata della División de Honor |
| Noia            | 7º posto nel girone di andata della División de Honor |
| Voltregà        | 8º posto nel girone di andata della División de Honor |

## Risultati

### Quarti di finale
| Squadra 1       | Risultato       | Squadra 2     |
| --------------- | --------------- | ------------- |
| 15 marzo 2001   |                 |               |
| Liceo La Coruña | 3 - 3 (0-1 dtr) | Voltregà      |
| Barcellona      | 2 - 4           | Noia          |
| 8 marzo 2001    |                 |               |
| Igualada        | 4 - 2           | Vic           |
| Blanes          | 3 - 3 (1-0 dtr) | Reus Deportiu |

### Semifinali
| Squadra 1     | Risultato | Squadra 2 |
| ------------- | --------- | --------- |
| 17 marzo 2001 |           |           |
| Voltregà      | 6 - 2     | Noia      |
| Igualada      | 2 - 3     | Blanes    |

### Finale
| Sant Sadurní d'Anoia 18 marzo 2001 | Blanes | 3 – 2 | Voltregà | Pavelló de l'Ateneu Agrícola |